# Ремерштајн (општина)
Ремерштајн (њем. Römerstein) општина је у њемачкој савезној држави Баден-Виртемберг. Једно је од 26 општинских средишта округа Ројтлинген. Према процјени из 2010. у општини је живјело 3.876 становника. Посједује регионалну шифру (AGS) 8415088.

## Географски и демографски подаци
Ремерштајн се налази у савезној држави Баден-Виртемберг у округу Ројтлинген. Општина се налази на надморској висини од 803 метра. Површина општине износи 46,0 km². У самом мјесту је, према процјени из 2010. године, живјело 3.876 становника. Просјечна густина становништва износи 84 становника/km².

## Међународна сарадња
| Мјесто | Држава    | Врста сарадње | Од    |
| ------ | --------- | ------------- | ----- |
|        | Француска | партнерство   | 1990. |
| Извор  |           |               |       |